# Queen of the Night (chanson)
Pour les articles homonymes, voir Queen of the Night.
Singles de Whitney Houston
Run to You
(1993) Something in Common (en)
(1993)
Queen of the Night est une chanson de Whitney Houston écrite par L.A. Reid, Babyface, Daryl Simmons (en) et Whitney Houston.
Elle est issue de l'album The Bodyguard: Original Soundtrack Album (1992) et est sortie comme son 5e single.
Le titre a atteint la 1re place du Hot Dance Club Songs aux États-Unis.